# 中共二乡师支部
中共二乡师支部，中国共产党1932年在山东省立第二乡村师范学校成立的地下党支部，后随二乡师改名山东省立莱阳简易乡村师范学校而改称中共莱阳乡师支部。

## 历史
1930年6月，山东省教育厅决定在莱阳成立山东省立第二乡村师范学校。1930年11月14日，二乡师招考首届新生，12月25日正式开学上课，首届学生中包括根据中共党组织指示报考的原莱阳中学学生姜宗泰。姜宗泰出生于1909年，莱阳县西万第村人，1926年考入莱阳中学，1929年6月加入中国共产党，因多次组织学生罢课于1930年2月开除。姜宗泰根据中共组织要求，在二乡师秘密进行活动，在学生中发展党员。
1931年9月，校长董凤宸聘请王衷一任教务主任，王衷一是1927年5月入党的中共党员，是该校入党最早的中共党员。1932年5月，中共山东省委派张静源到莱阳活动，7月底张静源重组遭破坏的中共莱阳县委并出任书记。至1932年，二乡师两个年级中有不少的学生入党，第一级有党员姜宗泰、李裕宽等人，第二级有刘松山、包腾秀、黄日宾、黄保忱、姜文瀛、刘学美、慕显松等十余人。1932年9月，二乡师中已有20余名学生党员，按照莱阳县委指示成立中共二乡师支部，姜宗泰任书记，刘松山、王之凤任委员。
1933年春，党支部组织学生到莱阳城近郊通过演讲和文艺表演宣传抗日，抨击国民政府不抵抗政策。山东省教育厅勒令校方对师生中的中共地下党员严加查处，党支部一多半党员因此被学校开除。1933年春假返校后，慕湘根据莱阳县委指示接替姜宗泰成为党支部书记。1933年暑假前夕，慕湘因外出接头联络被校方发现，随即被开除。1935年“一二·九运动”爆发，党支部组织学生罢课两周予以响应，并开展抗日宣传活动。